# Курсевичи
Курсевичи (бел. Курсевічы) — деревня в Новосёлковском сельсовете Поставского района Витебской области Белоруссии.

## География
Деревня расположена в 11 км от города Поставы и в 5 км от центра сельсовета.
В деревне одна улица — Хозяйская

## История
В 1778 году впервые упоминается в метрических книгах Лучайского костела:
«Курсевичи. 23 мая 1778 года ксендз Тадеуш Гринкевич освятил брак Петра Масловского и Катажины Козловской из д. Пуховки. Свидетели: Дан из Менченетов (?) и Фадей Петковский из Гинёво»
В 1884 году в деревне была школа грамоты.
В начале XX века — в Маньковичской волости Вилейского уезда Виленской губернии.
В 1905 году- 280 жителей и 367 десятин земли.
В результате советско-польской войны 1919—1921 гг. деревня оказалась в составе Срединной Литвы.
С 1922 года — в составе Маньковичской гмины Дуниловичского повета Виленского воеводства Польши (II Речь Посполитая). В деревне насчитывалось 264 жителя и 50 зданий.
В сентябре 1939 года деревня была присоединена к БССР силами Белорусского фронта РККА.
С 15 января 1940 года — в Новосёлковском сельсовете Поставского района. Вилейской области БССР.
С 16 июля 1954 года — в Юньковском сельсовете.
В 1963 году — 58 дворов и 129 жителей.
С 27 сентября 1991 года — в Лукашовском сельсовете.
С 24 августа 1992 года — в Новосёлковском сельсовете.
В 2001 году — 26 дворов, 45 жителей, в колхозе имени Суворова.

## Известные уроженцы
- Масловская Анна Ивановна — Герой Советского Союза (1944).